# Anatole de Barthélemy

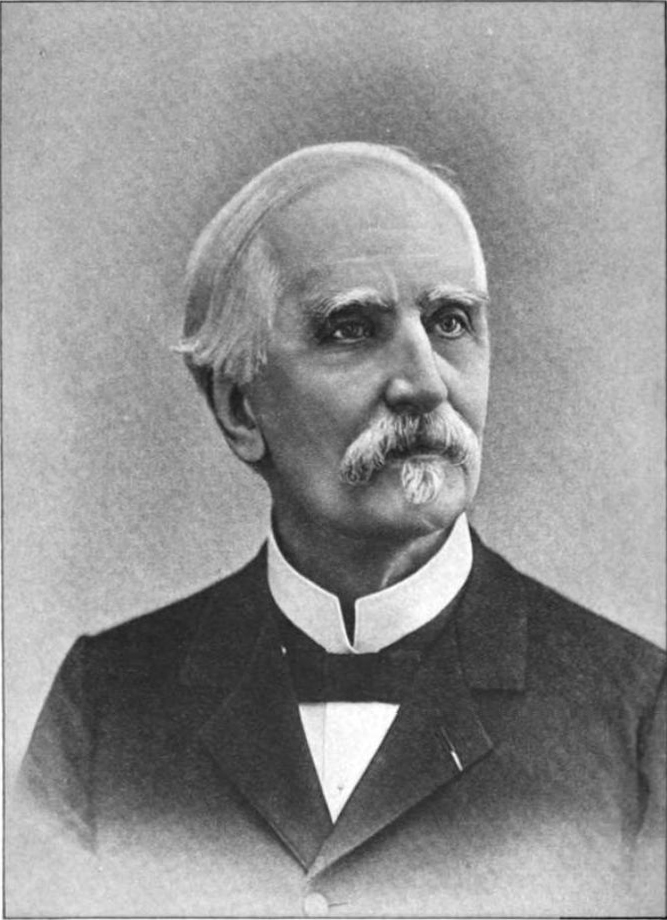
Anatole de Barthélemy

Anatole Jean-Baptiste Antoine de Barthélemy (ur. 1 lipca 1821 w Reims, zm. 27 czerwca 1904 w Ville-d’Avray) – francuski badacz starożytności i numizmatyk.
Był autorem wczesnych podręczników numizmatycznych: Nouveau manuel complet de numismatique ancienne (1851) i Nouveau manuel complet de numismatique du moyen âge et moderne (1853), oraz licznych artykułów i opracowań monograficznych, m.in.: Numismatique mérovingienne (1865), Essai sur la monnaie parisis (1874), Note sur l’origine de la monnaie tournoise (1896).
We współpracy z J. Geslin de Bourgogne opublikował w 1858 roku pracę Études sur la Révolution en Bretagne oraz w latach 1855-1879 sześciotomowe dzieło Anciens évêchés de Bretagne; histoire et monuments.
W 1880 roku wydał Choix de documents inédits sur l'histoire de la ligue en Bretagne.
W 1897 został wybrany członkiem Akademii Inskrypcji i Literatury Pięknej.